# Metropolregion Nashville

Metropolregion Nashville

Die Metropolregion Nashville (Englisch: Nashville metropolitan area) hat als Mittelpunkt die Stadt Nashville und befindet sich im zentralen Nordteil von Tennessee in den Vereinigten Staaten. Das United States Office of Management and Budget bezeichnet das Gebiet als Nashville-Davidson–Mufreesboro–Franklin Metropolitan Statistical Area (MSA) und definiert es als 13 Countys in Tennessee. Die etwas größere Nashville-Davidson–Murfreesboro Combined Statistical Area (CSA) enthält zusätzlich drei weitere Countys.
Bei der Volkszählung im Jahr 2020 zählte die MSA Nashville 1.989.519 Einwohner und war damit der 36. größte Ballungsraum in den USA, gemessen an der Bevölkerungszahl. Sie hat eine Fläche von ca. 14.700 km².

## Countys
Alle Countys innerhalb der MSA Nashville:
- Cannon County
- Cheatham County
- Davidson County
- Dickson County
- Hickman County
- Macon County
- Maury County
- Robertson County
- Rutherford County
- Smith County
- Sumner County
- Trousdale County
- Williamson County
- Wilson County

## Orte

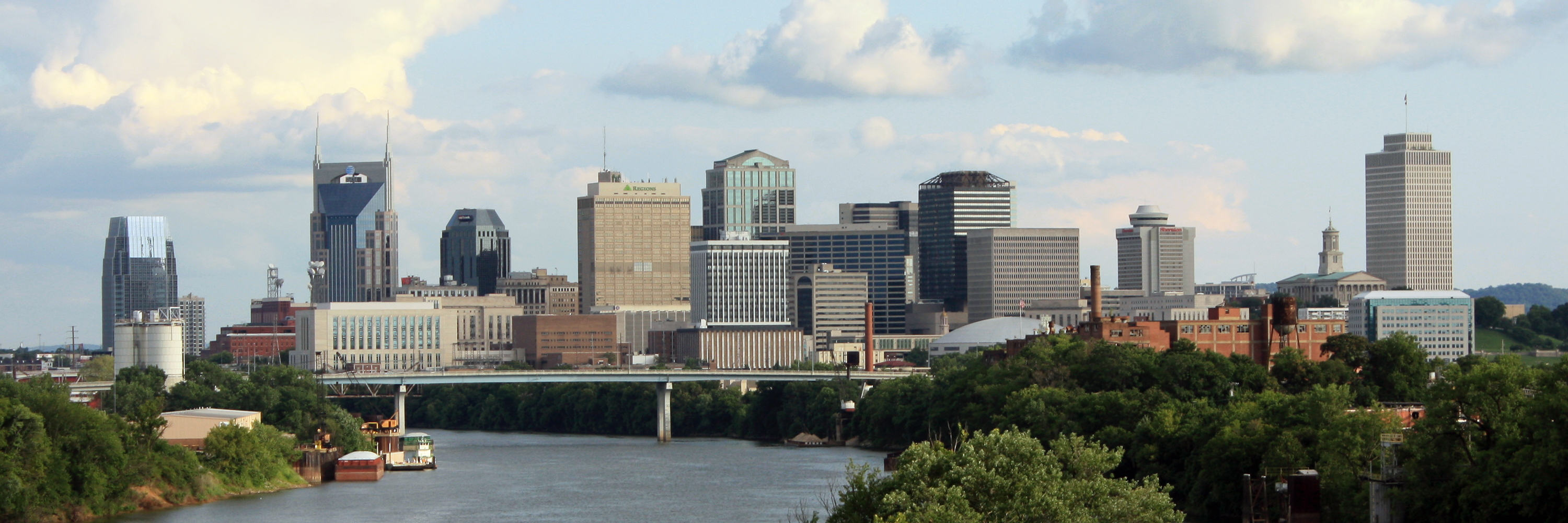
Stadt Nashville

Bedeutende Siedlungen innerhalb der MSA sind:
- Nashville
- Murfreesboro
- Franklin
- Hendersonville
- Smyrna
- Spring Hill
- Brentwood
- Columbia
- Mount Juliet
- Gallatin

## Bevölkerung
Der Großraum Nashville hat ein beständiges Bevölkerungswachstum erlebt und zwischen 1950 und 2020 hat sich die Einwohnerzahl fast vervierfacht. 2020 waren 70 % der Bevölkerung Weiße, 14,3 % waren Schwarze, 3,1 % waren Asiaten, 0,5 % waren amerikanische Ureinwohner und 12,1 % gehörten mehreren oder anderen ethnischen Gruppen an. Insgesamt 9,7 % waren, unabhängig von der Ethnie, spanischer oder lateinamerikanischer Abstammung (Hispanics).
| Jahr | Einwohner¹ |
| ---- | ---------- |
| 1950 | 584.367    |
| 1960 | 676.251    |
| 1970 | 780.966    |
| 1980 | 948.606    |
| 1990 | 1.086.274  |
| 2000 | 1.358.992  |
| 2010 | 1.646.200  |
| 2020 | 1.989.519  |

¹ 1950–2020: Volkszählungsergebnisse

## Wirtschaft
Das Bruttoinlandsprodukt der Metropolregion belief sich 2020 auf 136 Milliarden US-Dollar und sie gehörte damit zu den 50 größten städtischen Wirtschaftsräumen in den Vereinigten Staaten.